# Lizzie Arnot
Elizabeth Jane "Lizzie" Arnot (født d. 1. marts 1996) er en kvindelig skotsk fodboldspiller, der spiller midtbane for skotske Rangers i Scottish Women's Premier League og Skotlands kvindefodboldlandshold.
Hun deltog ved VM i fodbold for kvinder 2019 i Frankrig, efter at Skotland havde vundet deres kvalifikationsgruppe forud for slutrunden. Hun scorede sit første landskampmål ved Algarve Cup 2019, i Skotlands 4-1 sejr over Island.
I juli 2020, skrev Arnot under med hendes tidligere klub Rangers.

## Meritter

### Klubhold
Hibernian
- Scottish Women's Cup: 2016[5]
- Scottish Women's Premier League Cup: 2016, 2018[6]

Manchester United
- FA Women's Championship: 2018-19[7]